# Alizé Carrère
Alizé Carrère est une chercheuse climatique, cinéaste et communicatrice scientifique franco-américaine,. En tant que sociologue, elle étudie comment les humains s'adaptent aux environnements physiques changeants, en particulier en ce qui concerne le changement climatique,,,. Ses recherches universitaires et ses réalisations cinématographiques se concentrent sur le thème de la résilience humaine aux changements environnementaux,,.

## Biographie
En 2013, alors qu'elle étudiait à l'Université McGill à Montréal, au Canada, elle a remporté une bourse du National Geographic et elle a utilisé les fonds pour se rendre à Madagascar pour étudier comment les agriculteurs s'adaptaient à la déforestation. En apprenant des agriculteurs qui utilisaient les ravins d'érosion comme lieux uniques pour faire pousser des cultures, elle a ensuite étudié d'autres façons dont les gens apprenaient à s'adapter aux changements environnementaux profonds. Elle a reçu deux subventions supplémentaires de la National Geographic Society et des subventions de cinéaste du Redford Center et de PBS pour soutenir la réalisation d'une série de films basée sur ce travail, intitulée ADAPTATION. Carrère est le créateur, producteur et animateur de la série, qui est distribuée par PBS. Le premier épisode a documenté les adaptations communautaires à l'élévation du niveau de la mer au Bangladesh, telles que l'utilisation de fermes flottantes, d'écoles et d'hôpitaux. Les fermes flottantes sont faites de bambou et de jacinthe d'eau,. Il a remporté le prix du meilleur court métrage au New York WILD Film Festival et le Norman Vaughn Indomitable Spirit Award au Telluride Mountainfilm Festival. Le deuxième épisode examine comment une espèce envahissante de poisson d'eau douce, la carpe asiatique, a envahi les rivières et les lacs des États-Unis et ce que les communautés le long des rivières Mississippi et Ohio font pour gérer le problème. Il a été nommé comme finaliste aux Jackson Wild Media Awards du meilleur court métrage dans les catégories People & Nature et Changing Planet.
Auparavant, elle a travaillé pour Lindblad Expeditions, concevant et dirigeant des expéditions autour de l'Europe côtière à bord du navire de 102 passagers de la flotte, le National Geographic Orion.
Enfant, Carrère a grandi dans une cabane dans les arbres construite par son père le long des rives du lac Cayuga à Ithaca, New York. En 2021, elle poursuit un doctorat en philosophie en sciences et politiques écosystémiques au Abess Center de l'Université de Miami.

« Alors que je me demande parfois si les gens vont critiquer ces histoires comme étant des représentations futiles ou inexactes compte tenu de ce qui se passe, je dois me rappeler que ces petits récits (et pratiques) de résilience sont tout ce qu'il nous reste... Et franchement, la plupart de ce que nous avons utilisé jusqu'à présent pour pousser les gens à agir contre le changement climatique sont des récits apocalyptiques, qui n'ont clairement pas fonctionné. Alors pourquoi ne pas essayer un nouveau récit plus édifiant et voir où il nous mène ? »

— Carrère en 2018,